# Lavinia Meijer
Lavinia Meijer, née en 1983 en Corée du Sud, est une harpiste néerlandaise.

## Biographie
Née en Corée du Sud, Lavinia Meijer est adoptée à l'âge de 2 ans par une famille néerlandaise, qui adopte également son frère.

## Discographie
Son album Métamorphosis/The Hours (2012), transcriptions approuvées de l'œuvre de Philip Glass Metamorphosis et The Hours, a été disque d'or en 2013. En 2016, du même compositeur, elle enregistre The Glass Effect,,.
Son album Passaggio (2013), sur des œuvres du pianiste et compositeur Ludovico Einaudi, est produit par Sony Classical et devient numéro un des ventes sur iTunes Classical Charts.